# دييغو كازاس
دييغو كازاس (بالإسبانية: Diego Casas)‏ هو لاعب كرة قدم أوروغواياني، ولد في 4 مارس 1995 في Vichadero ‏ في الأوروغواي. شارك مع منتخب أوروغواي تحت 20 سنة لكرة القدم. أما مع النوادي، فقد لعب مع ريفر بليت.

## وصلات خارجية
- دييغو كازاس على موقع قاعدة بيانات كرة القدم.إي يو (الإنجليزية)
- دييغو كازاس على موقع Soccerway.com (الإنجليزية)